# Emigrant (Montana)
Emigrant es un lugar designado por el censo ubicado en el condado de Park en el estado estadounidense de Montana. En el Censo de 2010 tenía una población de 488 habitantes y una densidad poblacional de 17,09 personas por km².

## Geografía
Emigrant se encuentra ubicado en las coordenadas 45°22′43″N 110°44′30″O / 45.37861, -110.74167. Según la Oficina del Censo de los Estados Unidos, Emigrant tiene una superficie total de 28.55 km², de la cual 27.9 km² corresponden a tierra firme y (2.27%) 0.65 km² es agua.

## Demografía
Según el censo de 2010, había 488 personas residiendo en Emigrant. La densidad de población era de 17,09 hab./km². De los 488 habitantes, Emigrant estaba compuesto por el 97.34% blancos, el 0.41% eran afroamericanos, el 0.61% eran amerindios, el 0.41% eran asiáticos, el 0% eran isleños del Pacífico, el 0.41% eran de otras razas y el 0.82% pertenecían a dos o más razas. Del total de la población el 1.43% eran hispanos o latinos de cualquier raza.